# 棕色追蛛
棕色追蛛（学名：Dendryphantes fusconotatus）为跳蛛科追蛛属的动物。分布于蒙古、独联体以及中国大陆的吉林、内蒙、北京等地，常生活于树林及果园。该物种的模式产地在西伯利亚。